# Salvator Patrimonio
Salvator Patrimonio (né à Bastia le 17 décembre 1836 et mort à Paris 7e le 21 avril 1915,) est un diplomate français. 
Il entame sa carrière de diplomate en Italie et la poursuit dans le Levant. Il est consul de France à Jérusalem de 1873 à 1881.Il nommé consul de France à Jérusalem de 1873 à 1881. Il fait l'acquisition du tombeau des rois de Jérusalem en 1874.  Il se marie à Anna-Felice Sébastiani qui est issue d'une famille corse illustre. Cette dernière meurt à Jaffa en 1875. Veuf il se marie avec Marie Limperani. Il aura trois enfants: Christian, Béatrix et Emmanuel . Il devient ensuite consul de France à Beyrouth. En 1885, alors qu'il est en mission officielle à Zanzibar, il  est chargé de négocier pour la France le traité de Madagascar du 17 décembre 1885 qui met fin à la première guerre franco-malgache et place de fait l'île sous protectorat français. Après avoir été en poste au Monténégro, il est ministre plénipotentiaire à Belgrade entre 1889 et 1897. Il est membre du Conseil Général de L'Œuvre des Écoles d'Orient, plus connue actuellement sous le nom de L’Œuvre d’Orient, entre 1898 et 1915.